# Светилище Гарванов камък (Гребен планина)
Скалното светилище Гарванов камък (местното население нарича върха Гарваньов камик) се намира на едноименния връх в Гребен планина на 1008 m надморска височина, в близост до село Врабча, Община Трън.

## Описание и особености
Светилището е разположено на най-северната част от билото на Гребен планина, където се наблюдават силно изветрели скали със зооморфни причудливи форми и издълбавания характерни за другите скални светилища разположени в района на планините в Краище. Култовото място е регистрирано при теренни проучвания през 1970-те години, но не е археологически проучвано поради непосредствената му близост с границата между НРБ и Югославия в миналото.

### Исторически контекст
В местността Ясенова падина на село Врабча при теренни проучвания през 1970-те години са разкрити материали от праисторическо селище (фрагменти от керамични съдове с богата украса, стенни мазилки, пепел и огнища). Въз основа на тези артефакти проф.Димитрина Митова-Джонова отнася селището към Бронзовата епоха. Още едно селище от същата епоха е разкрито в м. Чешмата на Вражалската махала, където са разкрити множество фрагменти от керамика с инкрустация.
Още едно праисторическо селище е разположено на връх Драговски камък (Гребен планина), където в миналото на върха са документирани стени от камък без спойка, принадлежащи към съоръжение, за което не е установено дали е било фортификационно или култово. Праисторическите селища, фортификационни и култови съоръжения са свързани с рудодобивните райони от Стража и Краище.